# الدوري الكويتي 1964–65
أقيمت بطولة الدوري الكويتي الرابعة في موسم 1964/1965، وقد شارك في البطولة 6 فرق، وقد حقق نادي الكويت لقب البطولة للمرة الأولى في تاريخه، وليكسر احتكار نادي العربي للبطولة في السنوات الثلاثة الأولى.
ترتيب الفرق
| الفريق        | لعب | فاز | تعادل | خسر | له | عليه | النقاط |
| ------------- | --- | --- | ----- | --- | -- | ---- | ------ |
| نادي الكويت   | 10  | 7   | 3     | 0   | 44 | 9    | 17     |
| نادي القادسية | 10  | 6   | 3     | 1   | 35 | 7    | 14     |
| نادي العربي   | 10  | 6   | 0     | 4   | 32 | 13   | 12     |
| نادي السالمية | 10  | 4   | 1     | 5   | 15 | 30   | 9      |
| نادي الفحيحيل | 10  | 2   | 0     | 8   | 8  | 44   | 4      |
| نادي الشباب   | 10  | 1   | 1     | 8   | 10 | 41   | 3      |

## أرقام من البطولة
- أكثر الفرق تحقيقا للفوز هو نادي الكويت بسبعة انتصارات.
- أقل الفرق تحقيقا للفوز هو نادي الشباب بفوز واحد.
- أقل الفرق تعرضا للخسائر هو نادي الكويت حيث لم يخسر.
- أكثر الفرق تعرضا للخسائر هما نادي الفحيحيل ونادي الشباب بـ 8 خسائر.
- أكثر الفرق تحقيقا للتعادل هما نادي الكويت ونادي القادسية بـ 3 تعادلات.
- أقل الفرق تحقيقا للتعادل هما نادي العربي ونادي الفحيحيل حيث لم يتعادلوا.
- أكثر الفرق تسجيلا للأهداف هو نادي الكويت حيث سجل 44 هدف.
- أقل الفرق تسجيلا للأهداف هو نادي الفحيحيل حيث سجل 8 أهداف.
- أقل الفرق استقبالا للأهداف هو نادي القادسية بـ 7 أهداف.
- أكثر الفرق استقبالا للأهداف هو نادي الفحيحيل بـ 44 هدف.